# Sekretbrief
Sekretbriefe sind ein bestimmter Typ von Papsturkunden des 14. Jahrhunderts. Sie sind eine dem Breve entsprechende Urkundenform der Avignonesischen Obödienz zur Zeit des Großen abendländischen Schismas, also der (Gegen)päpste Clemens VII. und Benedikt XIII. Ob, wie vermutet, schon Gregor XI. Sekretbriefe ausgestellt hat, ist fraglich; jedenfalls ist noch kein Original aufgetaucht.
Der Sekretbrief beginnt in der 1. Zeile mit dem Namen des Papstes; sein Titel ist gewöhnlich abgekürzt, also Clemens etc. Dann folgt die Anrede im Vokativ ohne Namensnennung: dilecte fili (geliebter Sohn), anschließend beginnt ohne Grußformel der Text. Die Datierung nennt nur den Ort, das Siegel und das Monats- und Tagesdatum: Datum Avinion. sub signeto nostro secreto die X. septembris. Das Pontifikatsjahr fehlt; gelegentlich findet sich der Zusatz festinanter (eilends). Rechts unter dem Text unterschreibt gewöhnlich der Sekretär.
Die Sekretbriefe werden auf querrechteckige Papierblätter geschrieben (Pergament ist die Ausnahme). Sie werden verschlossen versandt. Zum Verschluss dient das in rotem Wachs geprägte Sekretsiegel (Fischerringsiegel), ferner steht außen die Adresse. Die Sprache ist Latein, manchmal Französisch. Mit Benedikt XIII. endet die Tradition des Sekretbriefs.